# First Division (Hong Kong)
La Hong Kong First Division League (in cinese 香港甲組聯賽) è la seconda divisione del campionato di calcio di Hong Kong. È organizzata dalla Hong Kong Football Association.

## Formula
La formula del campionato prevede la disputa di un girone all'italiana con partite di andata e ritorno tra le 12 squadre. Al termine della stagione, le prime due classificate ottengono la promozione nella Hong Kong First Division League mentre le ultime due retrocedono in terza divisione.
La squadra più volte vincitrice è l'Hong Kong Football Club con 13 titoli. Il campione in carica è il Sham Shui Po, vincitore dell'edizione 2010-2011.

## Albo d'oro
La HKFA riconosce come ufficiali solo i titoli assegnati a partire dalla propria ricostituzione nel 1945.
- 1909–1910  88th Co., R.G.A.
- 1910–1911  88th Co., R.G.A.
- 1911–1912  83rd Co., R.G.A.
- 1912–1913  88th Co., R.G.A.
- 1913–1914  88th Co., R.G.A.
- 1914–1915  St. Joseph's
- 1915–1916  88th Co., R.G.A.
- 1916–1917  Shropshire Light Infantry
- 1917–1918  South China
- 1918–1919  St. Joseph's
- 1919–1920  Royal Navy
- 1920–1921  St. Joseph's
- 1921–1922  HMS Titania
- 1922–1923  King's Own Regiment
- 1923–1924  HMS Titania
- 1924–1925  Recreio
- 1925–1926  South China
- 1926–1927  Scottish Borderers
- 1927–1928  Scottish Borderers
- 1928–1929  Royal Navy
- 1929–1930  Chinese AA
- 1930–1931  South Welsh Borderers
- 1931–1932  South Welsh Borderers
- 1932–1933  Chinese AA
- 1933–1934  South China
- 1934–1935  Lincolnshire Regiment
- 1935–1936  Royal Navy
- 1936–1937  Royal Navy
- 1938-1945 sconosciuti
- 1946-1947  Sing Tao[2]
- 1947-1948  Eastern[2]
- 1948-1949  Chung Hwa[2]
- 1949-1950  Pao Luen
- 1950-1951  Kitchee[2]
- 1951-1952  South China[2]
- 1952-1953  South China[2]
- 1953-1954  Kowloon Motor Bus[2]
- 1954-1955  Kowloon Motor Bus[2]
- 1955-1956  Kowloon Motor Bus[2]
- 1956-1957  Jardines
- 1957-1958  Chai Wan
- 1958-1959  Happy Valley
- 1959-1960  Caroline Hill
- 1960-1961  Five-One-Seven
- 1961-1962  Tung Sing
- 1962-1963  Caroline Hill
- 1963-1964  Tung Sing
- 1964-1965  H.K. Rangers
- 1965-1966  Army
- 1966-1967  Telephone
- 1967-1968  Jardines
- 1968-1969  Fire Services
- 1969-1970  Happy Valley
- 1970-1971  Tsuen Wan
- 1971-1972  Seiko
- 1972-1973  HKFC
- 1973-1974  Jardines
- 1974-1975  Police
- 1975-1976  Kowloon Motor Bus
- 1976-1977  HKFC
- 1977-1978  Police
- 1978-1979  HKFC
- 1979-1980  Police
- 1980-1981  Po Chai Pills
- 1981-1982  Ryoden
- 1982-1983  Police
- 1983-1984  Police
- 1984-1985  Hong Kong Electric
- 1985-1986  HKFC
- 1986-1987  Sing Tao
- 1987-1988  HKFC
- 1988-1989  Po Chai Pills
- 1989-1990  Martini
- 1990-1991  Police
- 1991-1992  Kitchee
- 1992-1993  HKFC
- 1993-1994  Frankwell
- 1994-1995  HKFC
- 1995-1996  Tung Po
- 1996-1997  Yee Hope
- 1997-1998  HKFC
- 1998-1999  HKFC
- 1999-2000  Citizen
- 2000-2001  HKFC
- 2001-2002  Fukien
- 2002-2003  Kitchee
- 2003-2004  Citizen
- 2004-2005  HKFC
- 2005-2006  HKFC
- 2006-2007  Tung Po
- 2007-2008  Mutual
- 2008-2009  Shatin
- 2009-2010  HKFC
- 2010-2011  Sham Shui Po